# Parepilysta striatipennis
Parepilysta striatipennis là một loài bọ cánh cứng trong họ Cerambycidae.